# ميتسوهيرو كاواموتو
ميتسوهيرو كاواموتو (باليابانية: 河本 充弘) (12 يونيو 1971 في طوكيو في اليابان – )؛ هو لاعب كرة قدم ياباني سابق كان يلعب كمدافع.

## وصلات خارجية
- ميتسوهيرو كاواموتو على موقع رابطة كرة القدم اليابانية للمحترفين (اليابانية)
- ميتسوهيرو كاواموتو على موقع قاعدة بيانات كرة القدم.إي يو (الإنجليزية)
- ميتسوهيرو كاواموتو على موقع عالم كرة القدم.نت (الإنجليزية)